# Maurizio Pugliesi
Maurizio Pugliesi (Capannoli, 27 de dezembro de 1976) é um futebolista profissional italiano que atuava como goleiro.

## Carreira
Pugliesi começou a carreira no Pontedera, em 1994. Jogou ainda por Montevarchi, Pescara, Poggibonsi, Grosseto (ambos por empréstimo), Rimini e Pisa.
Contratado pelo Empoli em 2014, numa transferência sem custos, era apenas o terceiro goleiro da equipe. A estreia na Série A foi em maio de 2016, contra o Torino. Aos 39 anos e 140 dias, Pugliesi tornou-se o estreante mais velho da história da competição, desbancando o brasileiro Amílcar Barbuy, ex-goleiro do Corinthians, que havia feito seu debut pela Lazio aos 38 anos de idade, em 1931.